# Aploschema instabilaria
Aploschema instabilaria är en fjärilsart som beskrevs av Walker 1861. Aploschema instabilaria ingår i släktet Aploschema och familjen Uraniidae. Inga underarter finns listade i Catalogue of Life.